# Winter Springs
Winter Springs ist eine Stadt im Seminole County im US-Bundesstaat Florida mit 38.342 Einwohnern (Stand: 2020).

## Geographie
Winter Springs grenzt an die Städte Oviedo, Longwood und Casselberry. Die Stadt liegt am Lake Jesup, der einen Teil des St. Johns River bildet. Sanford liegt rund fünf Kilometer nördlich und Orlando rund 15 Kilometer südlich der Stadt.

## Demographische Daten
Laut der Volkszählung 2010 verteilten sich die damaligen 33.282 Einwohner auf 14.052 Haushalte. Die Bevölkerungsdichte lag bei 894,7 Einw./km². 86,6 % der Bevölkerung bezeichneten sich als Weiße, 5,5 % als Afroamerikaner, 0,3 % als Indianer und 2,6 % als Asian Americans. 2,8 % gaben die Angehörigkeit zu einer anderen Ethnie und 2,4 % zu mehreren Ethnien an. 15,0 % der Bevölkerung bestand aus Hispanics oder Latinos.
Im Jahr 2010 lebten in 33,8 % aller Haushalte Kinder unter 18 Jahren sowie 25,0 % aller Haushalte Personen mit mindestens 65 Jahren. 72,0 % der Haushalte waren Familienhaushalte (bestehend aus verheirateten Paaren mit oder ohne Nachkommen bzw. einem Elternteil mit Nachkomme). Die durchschnittliche Größe eines Haushalts lag bei 2,54 Personen und die durchschnittliche Familiengröße bei 2,97 Personen.
25,2 % der Bevölkerung waren jünger als 20 Jahre, 22,1 % waren 20 bis 39 Jahre alt, 32,6 % waren 40 bis 59 Jahre alt und 20,0 % waren mindestens 60 Jahre alt. Das mittlere Alter betrug 42 Jahre. 47,9 % der Bevölkerung waren männlich und 52,1 % weiblich.
Das durchschnittliche Jahreseinkommen lag bei 69.542 $, dabei lebten 7,3 % der Bevölkerung unter der Armutsgrenze.
Im Jahr 2000 war Englisch die Muttersprache von 87,38 % der Bevölkerung, spanisch sprachen 10,28 % und 2,34 % hatten eine andere Muttersprache.

## Verkehr
Das Stadtgebiet wird von den U.S. Highways 17 und 92 (SR 600) sowie von den Florida State Roads 15, 417 (Central Florida GreeneWay, mautpflichtig), 419 und 434 durchquert oder tangiert.
Der Orlando International Airport liegt rund 30 Kilometer südlich der Stadt.

## Kriminalität
Die Kriminalitätsrate lag im Jahr 2010 mit 118 Punkten (US-Durchschnitt: 266 Punkte) im niedrigen Bereich. Es gab fünf Vergewaltigungen, neun Raubüberfälle, 42 Körperverletzungen, 112 Einbrüche, 278 Diebstähle, 22 Autodiebstähle und eine Brandstiftung.

## Söhne und Töchter der Stadt
- Sarah Jones (* 1983), Schauspielerin